# Liste der Kulturgüter in Sils im Domleschg
Die Liste der Kulturgüter in Sils im Domleschg enthält alle Objekte in der Gemeinde Sils im Domleschg im Kanton Graubünden, die gemäss der Haager Konvention zum Schutz von Kulturgut bei bewaffneten Konflikten, dem Bundesgesetz vom 20. Juni 2014 über den Schutz der Kulturgüter bei bewaffneten Konflikten sowie der Verordnung vom 29. Oktober 2014 über den Schutz der Kulturgüter bei bewaffneten Konflikten unter Schutz stehen.
Objekte der Kategorien A und B sind vollständig in der Liste enthalten, Objekte der Kategorie C fehlen zurzeit (Stand: 13. Oktober 2021).

## Kulturgüter
| Foto |                                                                           | Objekt                                                               | Kat. | Typ | Standort                               | Beschreibung |
| ---- | ------------------------------------------------------------------------- | -------------------------------------------------------------------- | ---- | --- | -------------------------------------- | ------------ |
| ja   | Datei hochladen · Wikidata zu Burg Campell (Q1011317)                     | Campi, mittelalterliche Burgruine KGS-Nr.: 3269                      | A    | F   | Campi 755440 / 174180                  |              |
| ja   | Datei hochladen · Wikidata zu Carschenna (Q1045390)                       | Carschenna, neolitisch-bronzezeitliche Felszeichnungen KGS-Nr.: 3270 | A    | F   | 754500 / 173400                        |              |
| ja   | Datei hochladen · Wikidata zu Hohen Rätien (Q1623600)                     | Hohenrätien, mittelalterliche Burgruine KGS-Nr.: 3271                | A    | F   | Hohenrätien 7 753430 / 173140          |              |
| ja   | Datei hochladen · Wikidata zu Burg Ehrenfels (Q1011548)                   | Burg Ehrenfels KGS-Nr.: 10058                                        | A    | G   | Oberer Ehrenfelsweg 12 753960 / 173699 |              |
| BW   | Datei hochladen · Wikidata zu Haus Künzler mit Garten (Q29785114)         | Haus Künzler mit Garten KGS-Nr.: 3272                                | B    | G   | Dorfplatz 1 754140 / 174124            |              |
| ja   | Datei hochladen · Wikidata zu Palazzo Donatz mit Gartenanlage (Q29785116) | Palazzo Donatz mit Gartenanlage KGS-Nr.: 3273                        | B    | G   | Ausserdorf 9 753960 / 174070           |              |
| ja   | Datei hochladen · Wikidata zu St. Cassian (Sils im Domleschg) (Q2317724)  | Evangelische Kirche St. Cassian KGS-Nr.: 3274                        | B    | G   | Quadra 754568 / 174553                 |              |
| ja   | Datei hochladen · Wikidata zu Schloss Baldenstein (Q2240157)              | Schloss Baldenstein mit Gartenanlage KGS-Nr.: 3275                   | B    | G   | Baldenstein 1 754575 / 174815          |              |